# 85 Pegasi
85 Pegasi là tên của một hệ đa sao nằm trong một chòm sao phương bắc tên là Phi Mã. Khoảng cách xấp xỉ của hệ sao này với chúng ta là 39,5 năm ánh sáng. Ngôi sao chính của hệ này được định danh là 85 Pagesi A, vốn dĩ, nó là một ngôi sao lùn vàng như mặt trời của chúng ta và có độ sáng thứ 6 trong chòm Phi Mã. Ngôi sao thứ 2, được định danh là 85 Pegasi B, là một sao lùn cam có độ sáng thứ 9 trong chòm sao của nó. Quỹ đạo của chúng là 26,28 năm ở khoảng cách 26,28 đơn vị thiên văn. 85 Pegasi B có lẽ tạo thành một hệ sao đôi với một sao lùn đỏ cách ngôi sao chính 2 đơn vị thiên văn (ngôi sao lùn đỏ đó được định danh là 85 Pegasi Ba). Khối lượng có lẽ là bằng 11% khối lượng mặt trời. Tất cả các ngôi sao của hệ này bao gồm cả 85 Pegasi A, thì nhỏ, nhiệt độ, khối lượng, độ sáng và độ kim loại đều thấp hơn mặt trời và 51 Pegasi.
Sự dư thừa tia hồng ngoại bao quanh 85 Pegasi A được phát hiện, có lẽ bao quanh nó là một đĩa sao với bán kính lớn hơn 97 đơn vị thiên văn và nhiệt độ của nó thì dưới 25 Kelvin.

## Dữ liệu hiện tại
Theo như quan sát, đây là hệ sao nằm trong chòm sao Phi Mã và dưới đây là một số dữ liệu khác:
Xích kinh 00h 02m 10.16s
Xích vĩ +27° 04′ 56.1″
Cấp sao biểu kiến 5.75 / 8.89
Cấp sao tuyệt đối 5.32
Vận tốc xuyên tâm 36.2 km/s
Loại quang phổ G5Vb / K7V
Giá trị thị sai 82,5 +/- 0,38 mas